# Warwick Deeping

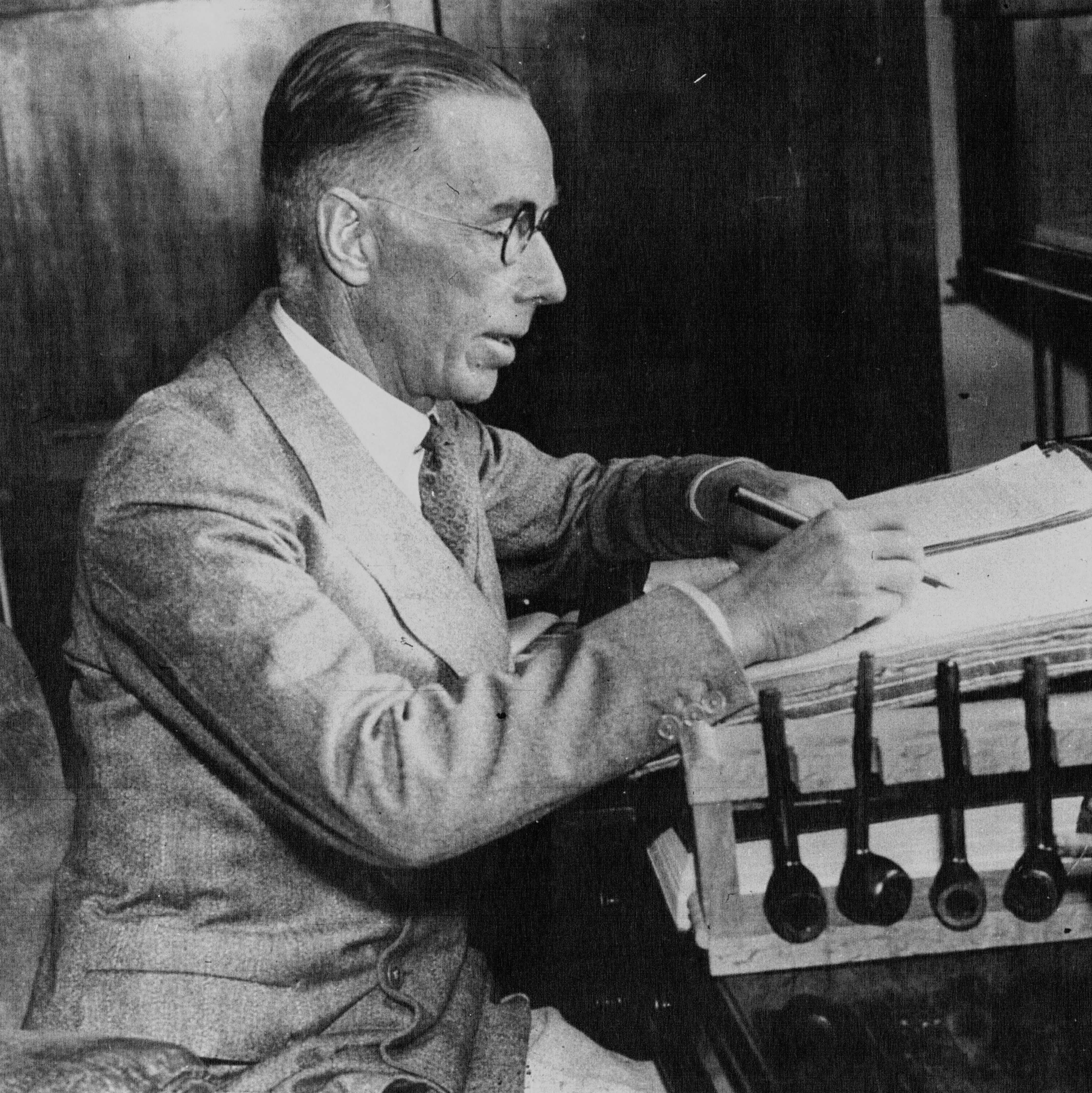
Warwick Deeping in 1932

George Warwick Deeping (Southend-on-Sea, 28 mei 1877 – Weybridge, 20 april 1950) was een Brits auteur van romans en korte verhalen. Zijn werk had aanzienlijk commercieel succes, maar is na zijn dood in de vergetelheid geraakt. Van zijn ruim zeventig werken is alleen de roman Sorrell and Son relatief bekend gebleven, die in 1926 het op twee na bestverkochte boek in de Verenigde Staten was. Warwick Deeping geldt als een exponent van de zogeheten middlebrow-literatuur, die niet al te intellectueel is en eenvoudig toegankelijk, maar anderzijds ook geen pulp genoemd kan worden.

## Levensloop
Deeping was de zoon van de arts George Davidson Deeping en groeide op in een middenklasseomgeving. Hij behaalde drie graden aan het Trinity College van de Universiteit van Cambridge. Hij werkte een jaar als arts in een ziekenhuis in Londen, alvorens zijn baan op te geven en zich voltijds aan de literatuur te wijden.  Zijn eerste boeken waren historische romans en kenden geen succes. Tijdens de Eerste Wereldoorlog diende hij in het Royal Army Medical Corps in Gallipoli, Egypte en Frankrijk.
Sorrell and Son verscheen in 1925 en betekende zijn doorbraak. Dit eenvoudige verhaal over een vader die in de oorlog gewond is geraakt en koste wat het kost zijn zoon een goede opleiding wil geven, geldt als zijn beste werk. Er volgden nog tientallen andere romans en verhalenbundels, die allemaal een breed lezerspubliek bereikten maar niet meer hetzelfde literaire niveau haalden. Deeping verdiende goed aan zijn boeken en werd een beroemde schrijver, maar verafschuwde media-aandacht en hield zich steeds op de achtergrond. Hij overleed op 72-jarige leeftijd in Surrey.

## Stijl
De thema’s van Warwick Deeping zijn traditioneel en spelen zich hoofdzakelijk onder de gegoede burgerij en de middenklasse af. Hij schreef elegante zinnen met een bloemrijke woordenschat, maar zijn plot was vaak voorspelbaar en conventioneel. Zijn verhalen spelen meestal op het Zuid-Engelse platteland of in hotels in Frankrijk, Italië en Franstalig Zwitserland, waarbij hij af en toe spoken of helderziendheid introduceert. Duitsland en Noord-Europa lijken hem in het geheel niet te interesseren; de meest exotische locaties zijn Griekenland of Algerije. De helden van zijn verhalen zijn vaak oudere zakenmannen die bijvoorbeeld in een Frans hotel de liefde van hun leven ontmoeten, of rijke ongehuwde meisjes op skivakantie, met wie hetzelfde gebeurt. De Sovjet-Unie en het communisme worden in zijn verhalen negatief afgeschilderd. Zijn korte verhalen dienden vaak als voorstudies voor plots die hij later in grotere romans uitwerkte. In 2013 werd een collectie van zijn nooit eerder gepubliceerde korte verhalen uitgegeven.

## Waardering
Deepings commerciële succes werd verguisd door auteurs van ‘hoogstaande’ literatuur, onder wie George Orwell, die hem als conservatief en wereldvreemd beschouwde. Dat belette niet dat hij een van de grootste literaire vedettes van de jaren 20 en 30 was. In 1934 werd het oorlogsschip HMT Warwick Deeping naar hem genoemd, dat in 1940 in het Kanaal tot zinken werd gebracht. In 2000 werd een Warwick Deeping Appreciation Society opgericht. Sorrell and Son werd tot een serie bewerkt, die in 1984 door ITV werd uitgezonden.

## Werken (selectie)
- 1903: Uther and Igraine
- 1904: Love among the Ruins
- 1905: The Seven Streams
- 1905: The Slanderers
- 1906: Bess of the Woods
- 1907: The Return of the Petticoat
- 1908: Bertrand of Brittany
- 1908: Mad Barbara
- 1909: The Red Saint
- 1910: The Rust of Rome
- 1911: Fox Farm
- 1911: Joan of the Tower
- 1911: The Lame Englishman
- 1912: Sincerity
- 1913: The House of Spies
- 1913: The White Gate
- 1914: The Pride of Eve
- 1914: The Shield of Love
- 1915: Marriage by Conquest
- 1916: The Bridge of Desire
- 1917: Martin Valliant
- 1919: Countess Glika
- 1919: Second Youth
- 1919: Valour
- 1920: The Prophetic Marriage
- 1921: Lantern Lane
- 1922: The House of Adventure
- 1922: Orchards
- 1923: Apples of Gold
- 1923: The Secret Sanctuary
- 1924: Sulva John
- 1924: Three Rooms
- 1925: Sorrell and Son
- 1927: Doomsday
- 1927: Kitty
- 1928: Old Pybus
- 1929: Roper’s Row
- 1930: Exiles
- 1931: The Road
- 1932: Old Wine and New
- 1932: Smith
- 1934: The Man on the White Horse
- 1934: Seven Men Came Back
- 1935: Sackcloth into Silk
- 1936: No Hero - This
- 1937: Blind Man’s Year
- 1937: The Woman at the Door
- 1938: The Malice of Men
- 1939: Bluewater
- 1939: Fantasia
- 1939: Folly Island
- 1940: The Man Who Went Back
- 1941: The Dark House
- 1942: Corn in Egypt
- 1942: I Live Again
- 1943: Slade
- 1944: Mr. Gurney and Mr. Slade
- 1945: The Impudence of Youth
- 1945: Reprieve
- 1947: Laughing House
- 1947: Portrait of a Playboy
- 1949: Paradise Place
- 1950: Old Mischief
- 1952: Time to Heal
- 1953: Man in Chains
- 1954: The Old World Dies
- 1955: Caroline Terrace
- 1956: The Serpent’s Tooth
- 1957: The Sword and the Cross

- Biblioteca Nacional de España: XX950149
- Bibliothèque nationale de France: cb15800798q (data)
- Gemeinsame Normdatei: 105249696
- International Standard Name Identifier: 0000 0001 2028 8708
- Library of Congress Control Number: n82131987
- Nationale Bibliotheek van Letland: 000076484
- Nationale Bibliotheek van Tsjechië: jn19990001677
- Nationale bibliotheek van Australië: 35034535
- Nationale Bibliotheek van Israël: 987007273009005171
- Nederlandse Thesaurus van Auteursnamen: 070117438
- SNAC: w6cr7w07
- Système universitaire de documentation: 143883127
- Trove: 807007
- Virtual International Authority File: 76774191
- WorldCat: E39PBJbtmF37kRWRHYbJvt384q